# لهجه اردی
لهجه اردی لهجه مردم بخش ارد از توابع شهرستان گراش در جنوب استان فارس می‌باشد. اردی یکی از لهجه‌های زبان اچمی می‌باشد که از زبان‌های فارسی‌تبار یعنی متعلق به شاخه جنوب غربی زبان‌های ایرانی است.